# Naturalis Historia

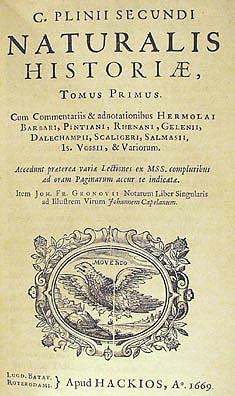
Portada d'una edició de 1669 de la Naturalis Historia

Naturalis Historia (Història natural) és un tractat escrit per Plini el Vell entre els anys 77 i 79. El prefaci de l'obra dona la data precisa del seu inici, quan Titus va ser cònsol per sisena vegada (sexies consul). Plini anomena la seva obra Libri Naturalis Historiae (Llibres de la història natural), i el seu nebot Plini el Jove, que en va ser l'editor, l'anomena Naturae Historiarum Libri (Llibres de les històries de la natura). Plini va morir l'any 79, i el seu nebot, que va recopilar dades disperses, la devia publicar aquell mateix any.

## Estructura de l'obra
En la seva forma actual, la Història natural consta de 37 llibres. El primer inclou un prefaci descriptiu i taules dels continguts, així com una llista de les seves fonts, que originàriament precedia cada un dels llibres editats per separat. La distribució de l'obra és la següent: 
| Llibre | Contingut                                                                            |
| ------ | ------------------------------------------------------------------------------------ |
| I      | Prefaci, taula de continguts i bibliografia                                          |
| II     | Astronomia i meteorologia                                                            |
| III    | Geografia del Mediterrani occidental                                                 |
| IV     | Geografia del Mediterrani oriental                                                   |
| V      | Geografia d'Àfrica, Orient mitjà i Turquia                                           |
| VI     | Geografia d'Àsia                                                                     |
| VII    | Antropologia i psicologia humana                                                     |
| VIII   | Zoologia dels animals terrestres                                                     |
| IX     | Zoologia dels animal marins                                                          |
| X      | Zoologia, ornitologia o animals aeris, reproducció animal i els cinc sentits         |
| XI     | Zoologia, insectes, zoologia comparada i intent de taxonomia                         |
| XII    | Botànica, plantes exòtiques, perfums, espècies de l'Índia, Egipte, Mesopotàmia, etc. |
| XIII   | Botànica, incloent-hi les plantes aquàtiques                                         |
| XIV    | Botànica, la vinya i el vi                                                           |
| XV     | Botànica, l'olivera, l'oli i els seus usos, fruita i nogueres                        |
| XVI    | Botànica, incloent-hi més arbres i herbes                                            |
| XVII   | Arboricultura, fruiters i sucs                                                       |
| XVIII  | Com menar una granja                                                                 |
| XIX    | Jardineria i plantes ornamentals, més vegetals, herbes i arbustos                    |

| Llibre | Contingut |
| ------ | --- |
| XX     | Herboristeria, més plantes i arbustos de jardí                                                                                    |
| XXI    | Flors i floricultura |
| XXII   | Botànica, plantes miscel·lànies                                                                                                   |
| XXIII  | Botànica, plantes medicinals i propietats o virtuts de diverses plantes, vins, vinagres i fruits                                  |
| XXIV   | Medicina, propietats medicinals d'arbres i herbes                                                                                 |
| XXV    | Medicina, propietats medicinals d'herbes, farmacologia                                                                            |
| XXVI   | Medicina, arbustos medicinals |
| XXVII  | Medicina, herbes medicinals per ordre alfabètic                                                                                   |
| XXVIII | Medicina, usos mèdics de productes animals                                                                                        |
| XXIX   | Medicina, usos medicinals de productes animals (continuació)                                                                      |
| XXX    | Preàmbul sobre màgia; més usos medicinals de productes animals                                                                    |
| XXXI   | Medicina, usos medicinals de productes del mar: sals, plantes, esponges, etc.                                                     |
| XXXII  | Medicina, usos medicinals d'animals marins                                                                                        |
| XXXIII | Mineralogia i metal·lúrgia de l'or, la plata i el mercuri                                                                         |
| XXXIV  | Mineralogia i metal·lúrgia del bronze; estatuària                                                                                 |
| XXXV   | Mineralogia, usos de la terra, pigments, discussió sobre l'art de la pintura i l'ús del sulfur                                    |
| XXXVI  | Mineralogia, lapidària; escultura, arquitectura, obeliscs, piràmides, laberints cretencs, argila, sorra, pedra, vidre, ús del foc |
| XXXVII | Mineralogia, cristall de roca, ambre, gemmes, diamants, pedres semiprecioses, etc.                                                |

## Publicació
Plini, aparentment, va publicar els primers deu llibres per compte propi, el 77, i s'ocupà de revisar i ampliar-ne la resta durant els dos anys restants de la seva vida. La seva obra va ser probablement publicada, amb poca o cap revisió, pel seu nebot, Plini el Jove. La manca d'una revisió final pot explicar parcialment les nombroses repeticions, algunes contradiccions i errors en els passatges extrets dels autors grecs, així com la inserció d'addicions marginals en llocs incorrectes del text.